# مثبط الريبونوكلياز
مثبط الريبونوكلياز (بالإنجليزية: Ribonuclease inhibitor)‏ هو بروتين كبير (~450 حمض أميني، ~49 كدالتون) حمضي (PI ~ 4.7) غني باللوسين والذي يشكل معقدات محكمة جدا مع بعض الريبونوكليازات. وهو بروتين خلوي شائع جدا، يشكل ~0.1% من مجموع الوزن البروتيني الخلوي، ويلعب دورا مهما في تنظيم عمر الرنا.
لدى مثبط الريبونوكلياز محتوى كبير من السيستئين (~6.5% مقابل 1.7% في البروتينات العادية) وهو حساس للأكسدة، كما أنه غني بالليوسين (21.5% مقارنة بـ 9% لدى البروتينات العادية)، وله محتوى منخفض من الوحدات الكارهة للماء الأخرى خاصة فالين، إيزوليوسين، ميثيونين، تيروسين وفينيل ألانين.